# Amba (encurtido)

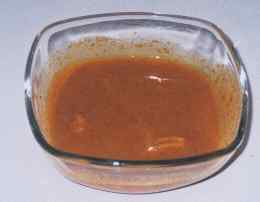
Un plato de amba.

Amba (en árabe عمبه y en hebreo עמבה) es un encurtido picante de mango, de color beige.

## Origen y difusión
El amba es originario de la comunidad judía iraquí de India  (donde se produce y embotella para el mercado mundial), muy popular en Irak y parte integral de la culinaria israelí, acompañando al plato nacional, el faláfel.
Sin embargo, la cocina india (especialmente la que se conoce en EE. UU.) tiende a favorecer otros encurtidos de mango (principalmente el achar).

### Amba y achar
Las diferencias principales entre el amba y el achar es que el amba tiene pedazos de mango más grandes (en vez de cubitos) y que utiliza más vinagre y nada de aceite. Además el amba es más denso.
Fuera de esos detalles, ambos encurtidos son prácticamente iguales. 

## Ingredientes
Los ingredientes del amba generalmente incluyen mango, vinagre, sal, mostaza, cúrcuma y chile picante.
En Irak se come generalmente solo, y en Israel se usa más como relleno de sándwich.
Otra variedad de amba es hecha con puré de mango y granos de fenogreco.

## Historia en Israel
El amba posee mucha popularidad en Israel, adonde fue introducido por judíos iraquíes. Este encurtido era muy popular entre los judíos iraquíes; tanto, que en Israel había una creencia popular (particularmente en los años cincuenta y sesenta, cuando empezó a conocerse en ese país): que los iraquíes no podían vivir si en el desayuno no comían amba.
Sin embargo, en esa época el mango y algunos de los ingredientes eran muy caros, por lo que los comerciantes diluían el amba con bastante agua.
El amba se usa mucho para aderezar el sabikh y a veces se puede conseguir en cualquier tienda que venda faláfel y shawarma.
El amba se menciona en obras literarias, principalmente memorias. En su libro Baghdad Yesterday, Sasson Somekh le dedica todo un capítulo para narrar la historia de los judeoiraquíes que se dispersaron por la India y el Sudeste asiático. También hace referencia a otro iraquí, Abd al-Malik Noori, que escribió un cuento sobre el amba.